# Dischidodactylus duidensis
Dischidodactylus duidensis es una especie de anfibio anuro de la familia Strabomantidae. Se distribuye por Venezuela.